# Metro de Osaka

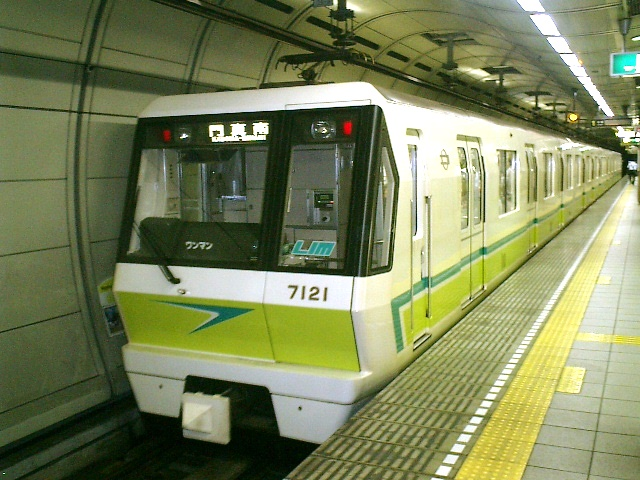
Un tren de la serie 70 en la línea Nagahori Tsurumi-ryokuchi.

El Metro de Osaka (大阪メトロ Ōsaka metoro?) es un sistema de metro que sirve la ciudad de Osaka, Japón. Es el octavo más usado del mundo, con 880 millones de usuarios anuales y 18 000 000 habitantes en el área metropolitana. Es más usado en Osaka que en ciudades como Hong Kong, Shanghái o Buenos Aires. Es la segunda red de Metro más usada en Japón, después de Tokio.
La longitud del Metro de Osaka es de 129,9 km con 123 estaciones.

## Información general
Hay ocho líneas en el sistema de metro de Osaka. Este sistema de metro fue abierto en el 20 de mayo de 1933 entre Umeda y Shinsaibashi. La línea Midōsuji es la línea más utilizada en la red porque este línea se extiende entre Esaka (en el norte) y Nakamozu (en el sur) a través de Shin-Osaka, Umeda, Hommachi, Namba, y Tennoji. La línea Chūō se extiende entre Cosmosquare (en el oeste) y Nagata (en el este) a través de Hommachi, Tanimachi Yonchome, y Morinomiya. Ambas de esas líneas tiene servicios recíprocos con líneas privadas: la línea Midōsuji tiene servicios recíprocos con el Ferrocarril Kita-Osaka Kyuko (entre Esaka y Senri-Chūō), y la línea Chūō tiene servicios recíprocos con la Línea Keihanna de Kintetsu (entre Nagata y Gakken Nara-Tomigaoka).
Las líneas Tanimachi, Yotsubashi, Sennichimae, Nagahori Tsurumi-ryokuchi, y Imazatosuji no tienen servicios recíprocos con líneas privadas. Sin embargo, la línea Sakaisuji tiene servicios recíprocos con las líneas Senri y Kyoto de Hankyu.
Todas las estaciones del metro tiene un código de tres dígitos. El primer dígito representa la primera letra del nombre de la línea, y los últimos dos dígitos representa el número de la estación. Generalmente, los números de las estaciones aumentan de norte al sur or del este a oeste; el rango de los números de las estaciones es usualmente entre 11 y 36. Por ejemplo, la estación Higobashi en la línea Yotsubashi tiene el código Y12. Las estaciones de las líneas Kita-Osaka Kyuko y Keihanna tiene códigos que sigan el formato de los códigos de los estaciones del metro. Sin embargo, las estaciones de las líneas Senri y Kyoto de Hankyu tiene códigos de cuatro dígitos; los primeros dos dígitos son las letras "HK" y el rango de los números es entre 63 y 95.
Una provisión para privatizar el metro de Osaka fue aprobado en el año 2017. En el 1 de abril de 2018, una nueva compañía privada (Osaka Rapid Electric Tramway, K.K.) asumió las operaciones del metro.

## Líneas
El metro de Osaka tiene 8 líneas de metro y una línea de transporte hectométrico:
| Símbolo | Nombre                          | Recorrida                                        | Año de apertura | Estaciones | Longitud km |
| ------- | ------------------------------- | ------------------------------------------------ | --------------- | ---------- | ----------- |
|         | Línea Midōsuji                  | Esaka (M11) - Nakamozu (M30)                     | 1933            | 20         | 24,5        |
|         | Línea Tanimachi                 | Dainichi (T11) - Yaominami (T36)                 | 1967            | 26         | 28,1        |
|         | Línea Yotsubashi                | Nishi-Umeda (Y11) - Suminoekoen (Y21)            | 1942            | 11         | 11,4        |
|         | Línea Chūō                      | Yumeshima (C09) - Nagata (C23)                   | 1961            | 15         | 21,1        |
|         | Línea Sennichimae               | Nodahanshin (S11) - Minami-Tatsumi (S24)         | 1969            | 14         | 12,6        |
|         | Línea Sakaisuji                 | Tenjinbashisuji-6-chome (K11) - Tengachaya (K20) | 1969            | 10         | 8,5         |
|         | Línea Nagahori Tsurumi-ryokuchi | Kadoma-Minami (N27) - Taisho (N11)               | 1990            | 17         | 15,0        |
|         | Línea Imazatosuji               | Imazato (I21) - Itakano (I11)                    | 2006            | 11         | 11,9        |
|         | Línea Nankō Port Town           | Suminoekoen (P18) - Cosmosquare (P09)            | 1981            | 10         | 7,9         |
| TOTAL   | TOTAL                           | TOTAL                                            | TOTAL           | 133        | 137,8       |

### Servicios recíprocos a otras líneas
| Símbolo | Nombre (Compañía)                                | Principio-Fin                                      | Año de apertura | Estaciones | Longitud km | Línea del metro |
| ------- | ------------------------------------------------ | -------------------------------------------------- | --------------- | ---------- | ----------- | --------------- |
|         | Línea Kita-Osaka Kyuko (Hankyu Hanshin Holdings) | Esaka (M11) - Minoh-kayano (M06)                   | 1970            | 6          | 8,4         | Línea Midōsuji  |
|         | Línea Keihanna (Kintetsu)                        | Nagata (C23) - Gakken Nara-Tomigaoka (C30)         | 1986            | 8          | 18,8        | Línea Chūō      |
|         | Línea Senri (Hankyu)                             | Tenjimbashisuji-6-chome (K11) - Kita-Senri (HK95)  | 1921            | 11         | 13,6        | Línea Sakaisuji |
|         | Línea Kyoto (Hankyu)                             | Tenjimbashisuji-6-chome (K11) - Kawaramachi (HK86) | 1921            | 26         | 45,3        | Línea Sakaisuji |

## Proyectos
Además hubo proyectos de ampliar las líneas Yotsubashi, Sennichimae, Nagahori Tsurumi-ryokuchi, y Imazatosuji, además de construir una nueva línea, la Línea 9. Sin embargo, a partir del 28 de agosto de 2014, se han aplazado los planes para la construcción de esos proyectos aparte de la ampliación de la línea Yotsubashi a la estación de Shin-Ōsaka a través de la estación Jūsō.
| Símbolo        | Nombre                          | Principio del proyecto | Fin del proyecto    | Longitud (km) |
| -------------- | ------------------------------- | ---------------------- | ------------------- | ------------- |
| align="center" | Línea Yotsubashi                | Nishi-Umeda            | Jūsō → Shin-Ōsaka   | 2,9 (a Jūsō)  |
| align="center" | Línea Sennichimae               | Minami-Tatsumi         | Mito                | Desconocido   |
| align="center" | Línea Nagahori Tsurumi-ryokuchi | Taishō                 | Tsurumachi Yonchōme | 5,5           |
| align="center" | Línea Imazatosuji               | Imazato                | Yuzato Rokuchōme    | 6,7           |
| —              | Línea Shikitsu–Nagayoshi        | Suminoekōen            | Kire-Uriwari        | 6,9           |

## Tarifas

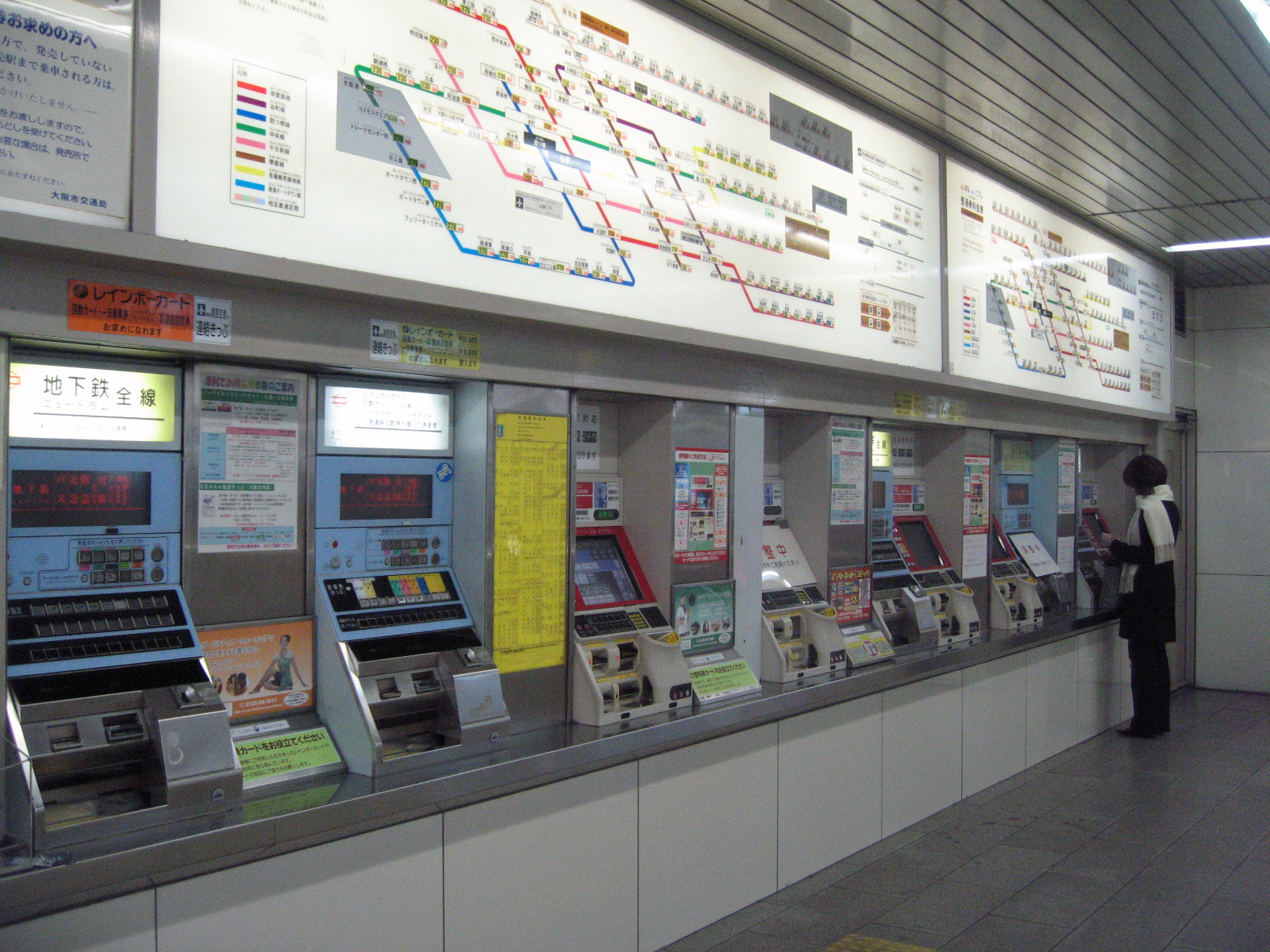
Expendedores en la estación Shinsaibashi.

| Longitud (km) | Tarifa de viaje sencillo    |
| ------------- | --------------------------- |
| 1–3           | ¥180 (adultos) ¥90 (niños)  |
| 4–7           | ¥240 (adultos) ¥120 (niños) |
| 8–13          | ¥280 (adultos) ¥140 (niños) |
| 14–19         | ¥320 (adultos) ¥160 (niños) |
| 20–25         | ¥370 (adultos) ¥190 (niños) |

## Incidentes
En el 8 de abril de 1970, una explosión de gas ocurrió a un sito de construcción de la línea Tanimachi a la estación Tenjimbashisuji Rokuchome; 79 personas murieron en la explosión, que destruyó 495 edificios.